# Караклы
Ка́раклы (чув. Карӑклӑ) — деревня в Канашском районе Чувашии, административный центр Караклинского сельского поселения.

## География
Расстояние до Чебоксар 92 км, до райцентра — города Канаш — 10 км, до железнодорожной станции 10 км. Расположена у автомагистрали А151, на правобережье реки Ута (в месте слияния рек Ута и Чашлама).

## История
Образована в 1672 году. Жители — чуваши, до 1866 года — государственные крестьяне; занимались земледелием, животноводством.
В начале XX века функционировали водяная мельница, 3 солодовни. В 1931 году образован колхоз «Сигнал».
В XIX веке до 1927 года — в составе Новомамеевской волости Цивильского уезда, с 1927 года в составе Канашского района.

## Название
Название произошло от чув. карӑк. 1. Карӑк — имя мужчины. Фамильное прозвище. Карӑк Ваҫли. 2. Карӑк «глухарь».
Прежние названия — Шаку́лова-Каракла́; Карклы́; Шаку́лово-Караклы́ (1917)

## Население
| 2010 | 2012 |
| ---- | ---- |
| 608  | →608 |

По данным Всероссийской переписи населения 2002 года в деревне проживал 571 человек, преобладающая национальность — чуваши (97 %).

## Инфраструктура
Имеются клуб, АТС, школа, детский сад, 4 частных магазина и один магазин райпо, отделение Почты России, ветеринарный пункт, обслуживающий семь окружных деревень, филиал Новошальтямской (деревня Новые Шальтямы) ДЮСШ с секциями лёгкой атлетики и вольной борьбы, врачебная амбулатория, Дом культуры, библиотека, спортплощадка.

Функционируют СХПК им. Крупской, ООО «Слава картофелю — Канаш» (2010).

## Памятники и памятные места
- Памятник воинам, павшим в Великой Отечественной войне (ул. Молодёжная)[8].

## Люди, связанные с деревней
- Якимова (Петрова) Людмила Николаевна (р. 1968, Караклы Канашского района) — спортсменка, мастер спорта (1994) и мастер спорта России международного класса (1996) по лёгкой атлетике.